# پل اسمارت
پل اسمارت (انگلیسی: Paul Smart; ۱۳ ژانویهٔ ۱۸۹۲ – ۲۲ ژوئن ۱۹۷۹) قایقران قایق بادبانی اهل ایالات متحده آمریکا بود.
وی در مسابقات کشوری و بین‌المللی در مجموع برندهٔ ۱ مدال طلا شده‌است.